# آزمون آ/ب

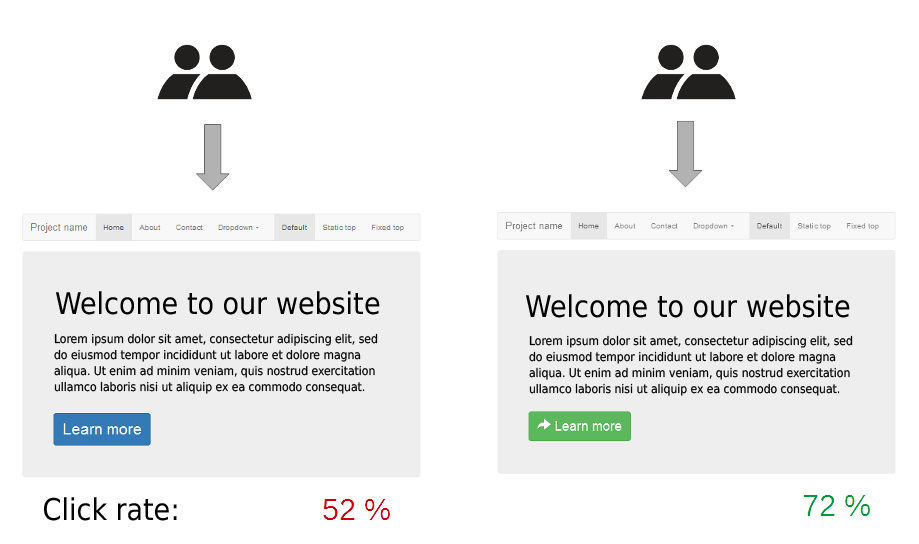
تصویری از یک آزمون آ/ب

آزمون آ/ب (به انگلیسی: A/B testing) عنوان فرایندی است که برای تشخیص اینکه از میان دو ویژگی «آ» و «ب» کدام‌یک مناسب‌تر است به کار می‌رود. در آزمون‌های آ/ب، دو پیاده‌سازی متفاوت به صورت آزمایشی به دو گروه از کاربران ارائه می‌شود. مقایسهٔ نتایج به‌دست‌آمده از گروه‌ها می‌تواند به انتخاب پیاده‌سازی مناسب‌تر کمک کند. به عبارت یگر تست A/B اصطلاحی در بازاریابی و کسب‌و‌کار هوشمند است که برای مقایسه‌ی یک آزمایش در ۲ حالت مختلف A و B به کار می‌رود. این تست که با نام‌های bucket tests و split-run testing نیز شناخته می‌شود یک روش‌ بسیار عالی برای پیدا کردن بهترین استراتژی بازاریابی برای کسب‌و‌کار شما است.